# Il bambino che collezionava parole
Il bambino che collezionava parole (Fiesta en la madriguera) è un film del 2024 diretto da Manolo Caro e tratto dall'omonimo romanzo di Juan Pablo Villalobos.

## Trama
Tochtli, un ragazzo dalla vita agiata, desidera avere per il suo zoo privato un ippopotamo della Namibia. Il padre, Yolcaut, vuole aiutarlo ad esaudire il suo desiderio ma l'animale è in via d'estinzione.

## Distribuzione
Il film è stato distribuito sulla piattaforma Netflix il 1º maggio 2024.